# Catalan Talgo
Le Catalan Talgo était un train Trans-Europ-Express reliant Genève à Barcelone de 1969 à 1982. Il a pris le relais à l'été 1969 du train le « Catalan » reliant Genève à Port-Bou via Grenoble créé en octobre 1955 et assuré en rame X 2700 RGP1 de la SNCF (RGP2 bimoteurs au départ). C'était le premier Talgo circulant sur écartement large ibérique et écartement normal en France et en Suisse. Le train a été déclassé en InterCity en 1982, puis est devenu EuroCity le 31 mai 1987. Il a perdu cette classification au 25 septembre 1994, avant de cesser définitivement de circuler le 18 décembre 2010.

## Le Matériel

### Les locomotives

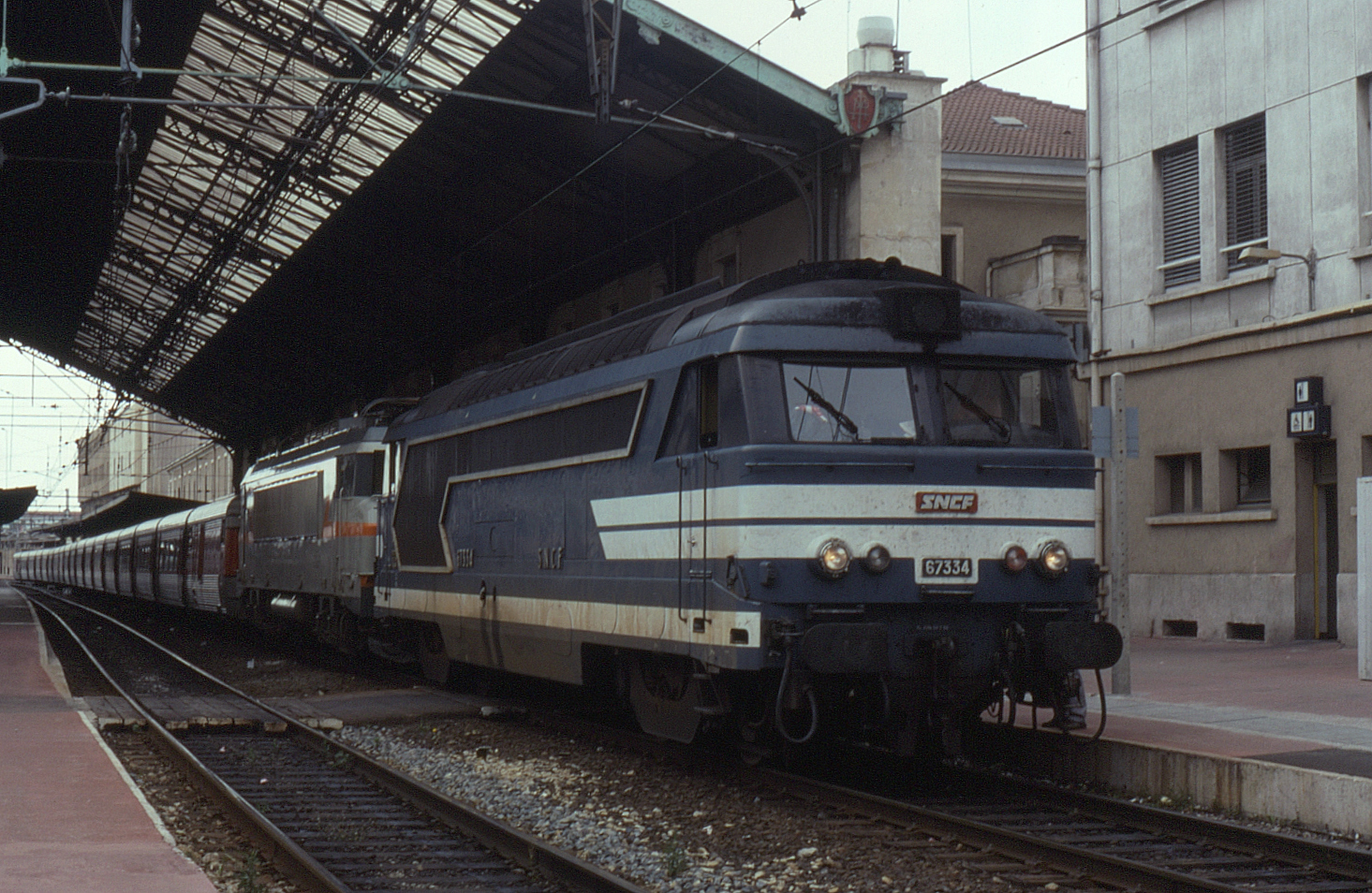
La BB67334 et la BB7288 en véhicule avec la rame "Catalan Talgo" à la gare de Valence-Ville.

- Locomotive diesel BB 3001 à 3005 de la RENFE
- Locomotive électrique 269.0 de la RENFE
- Locomotive électrique 269.2 de la RENFE
- Locomotive électrique 252 de la RENFE
- Locomotive diesel BB 67400 du dépôt de Nîmes,tractant la rame Talgo de Genève à Valence via Chambéry et Grenoble, en remplacement de la locomotive diesel espagnole.
- Locomotive électrique BB 9300 du dépôt de Villeneuve-Saint-Georges, tractant la rame Talgo de Genève à Cerbère via Lyon.
- Locomotive électrique BB 7200 tractant la rame de Genève à Chambéry et de Valence à Cerbère, en véhicule de Chambéry à Valence via Grenoble.
- Locomotive diesel BB 67300 du dépôt de Chambéry, tractant la rame Talgo et la BB 7200 en véhicule de Chambéry à Valence via Grenoble.
- Locomotive diesel CC 72000 du dépôt de Vénissieux puis de Nevers, tractant la rame Talgo et la BB 7200 en véhicule de Chambéry à Valence via Grenoble.
- Locomotive CC 7600 (7630, 7662 et 7666) espagnole de la RENFE (proches des CC 7100 de la SNCF), tractant la rame Talgo de Cerbère à Barcelone.

### La rame
- La rame espagnole Talgo est de type Talgo III RD à écartement variable, de la RENFE. La circulation quotidienne nécessitait une rame dans chaque sens. À l'origine dès le 1er juin 1969, chaque rame était composée de 2 fourgons d'extrémité avec générateur, 8 voitures à couloir central, 4 voitures facultatives de renfort, 2 voitures restaurants et 1 voiture bar-cuisine. Le 31 mai 1970, le nombre de voitures à couloir central passe de 8 à 9 en service régulier + 2 facultatives. Ces dernières deviennent à leur tour régulière dès le 23 mai 1971. Le 29 mai 1974, une des deux voitures-restaurant est supprimée et remplacée par une voiture à couloir central, deux voitures permettant la restauration à la place.
- Ces matériels sont initialement autorisés à 140 km/h en France comme en Espagne. Leur vitesse limites est portée à 150 km/h en France dans les années 1980, puis à 160 km/h en Espagne à la fin des années 1990.

## Service effectué
Service international Genève - Barcelone (et retour)

Service de 1969, TEE Catalan Talgo via Grenoble (bleu) et TEE Ligure (rouge)

### Via Grenoble
Du 01/06/1969 au 27/09/1975 (864,7 km)
| GC (TEE 70/71 à partir du 23/05/1971) | pays    | station/gare    | km  | CG (TEE 72/73 à partir du 23/05/1971) |
| ------------------------------------- | ------- | --------------- | --- | ------------------------------------- |
| 10:40                                 | Suisse  | Genève Cornavin | 0   | 19:38                                 |
| 11:09                                 | France  | Bellegarde      | 33  | 19:09                                 |
| 11:42                                 | France  | Culoz           | 66  | 18:44                                 |
| 11:58                                 | France  | Aix-les-Bains   | 89  | 18:20                                 |
| 12:08                                 | France  | Chambéry        | 103 | 18:08                                 |
| 12:51                                 | France  | Grenoble        | 170 | 17:28                                 |
| 13:59                                 | France  | Valence         | 268 | 16:19                                 |
| 15:02                                 | France  | Avignon         | 393 | 15:14                                 |
| 15:58                                 | France  | Montpellier     | 494 | 14:19                                 |
| 16:54                                 | France  | Narbonne        | 592 | 13:22                                 |
| 18:02                                 | France  | Cerbère         | 697 | 12:14                                 |
| 18:25                                 | Espagne | Port Bou        | 699 | 11:49                                 |
| 20:30                                 | Espagne | Barcelona       | 873 | 09:45                                 |

### Via Lyon
Du 28/09/1975 au 22/05/1982 (865,6 km)
| TEE 70/71 | pays    | station/gare    | km  | TEE 72/73 |
| --------- | ------- | --------------- | --- | --------- |
| 10:40     | Suisse  | Genève Cornavin | 0   | 19:38     |
| 11:09     | France  | Bellegarde      | 33  | 19:08     |
| ..:..     | France  | Lyon Brotteaux  | 162 | ..:..     |
| ..:..     | France  | Valence         | 269 | ..:..     |
| 15:03     | France  | Avignon         | 394 | 15:15     |
| ..:..     | France  | Montpellier     | 495 | ..:..     |
| 16:54     | France  | Narbonne        | 593 | ..:..     |
| 18:01     | France  | Cerbère         | 698 | 12:14     |
| 18:25     | Espagne | Port Bou        | 700 | 11:49     |
| 20:39     | Espagne | Barcelona       | 874 | 09:45     |

### À nouveau via Grenoble
Du 23/05/1982 au 27/09/1994 (864,7 km)
| EC 70/71 | pays    | station/gare    | km  | EC 72/73 |
| -------- | ------- | --------------- | --- | -------- |
| 10:40    | Suisse  | Genève Cornavin | 0   | 19:38    |
| 11:09    | France  | Bellegarde      | 33  | 19:08    |
| 12:08    | France  | Chambéry        | 103 | ..:..    |
| 12:51    | France  | Grenoble        | 170 | 17:35    |
| ..:..    | France  | Valence         | 268 | ..:..    |
| 15:03    | France  | Avignon         | 393 | 15:15    |
| ..:..    | France  | Montpellier     | 494 | ..:..    |
| 16:54    | France  | Narbonne        | 592 | ..:..    |
| 18:01    | France  | Cerbère         | 697 | 12:14    |
| 18:25    | Espagne | Port Bou        | 699 | 11:49    |
| 20:39    | Espagne | Barcelona       | 873 | 09:45    |

Ce train a également desservi la gare de Béziers entre Narbonne et Montpellier

## Historique
- Le 01/06/1969, création du Trans Europ Express (TEE) "Catalan Talgo" Genève - Barcelone via Chambéry, Grenoble, Valence, Avignon, Nîmes, Montpellier, Béziers, Narbonne, Perpignan, Figueras et Gérone.
- Le 28/09/1975, le train TEE "Catalan Talgo" Genève - Barcelone transite via Lyon au lieu de via Grenoble.
- Le 31/05/1987, le "Catalan Talgo" Genève - Barcelone perd sa qualification de TEE, devient un IC comportant les 2 classes et transite à nouveau via Grenoble (au lieu de Lyon).
- Le 24/09/1994, dernier jour de circulation du train "Catalan Talgo" Genève - Barcelone via Grenoble.
- Le 25/09/1994, création d'un TGV Genève - Montpellier via Bellegarde, Ambérieu, Lyon, et Nîmes, la rame Talgo étant limitée à la relation Montpellier - Barcelone.
- Le 18/12/2010, suppression définitive du "Catalan Talgo".

## Modélisme

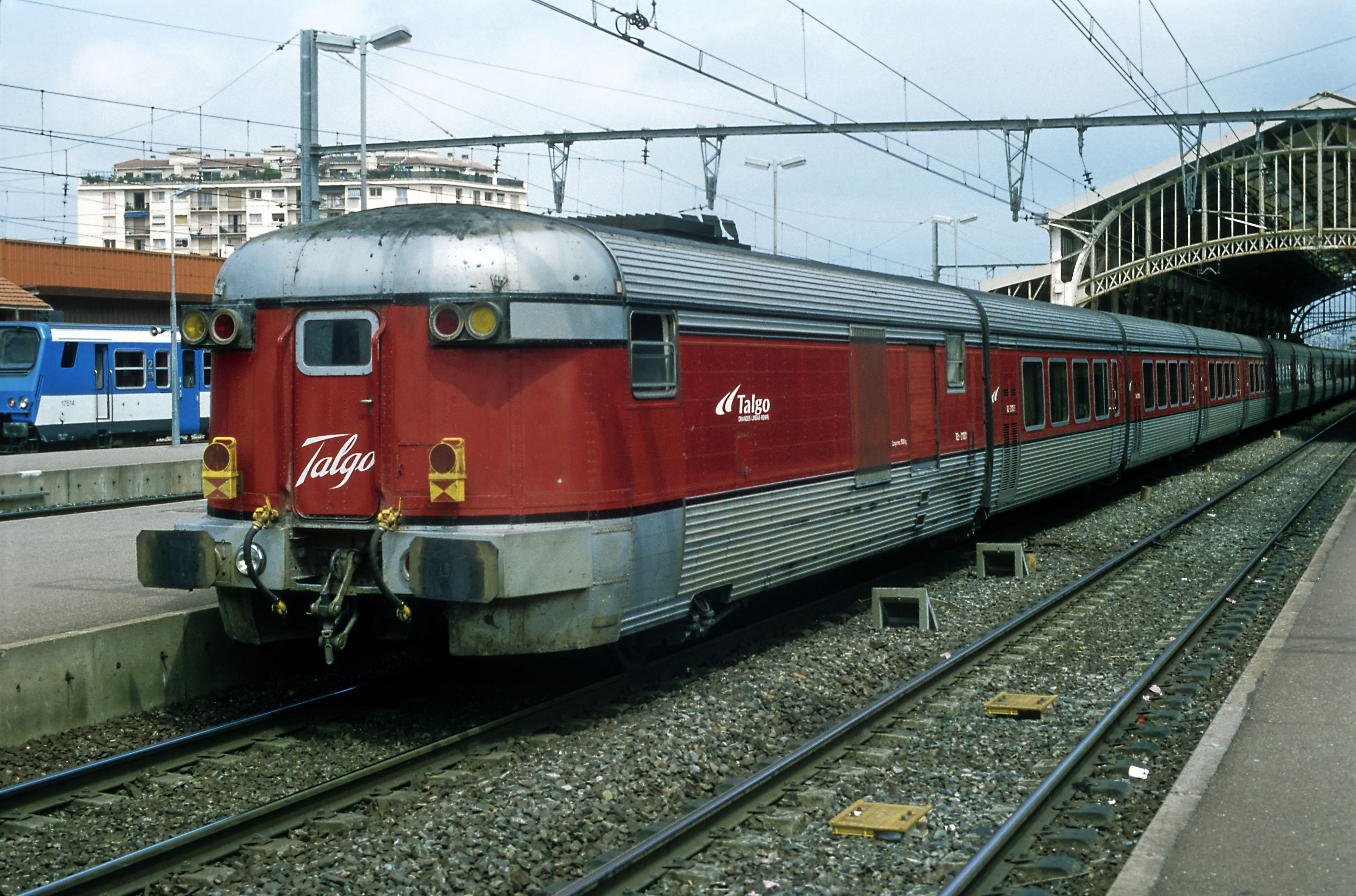
talgo III RD

- La rame espagnole Talgo III RD de la RENFE a été reproduite en HO par la firme Electrotren.
- La rame espagnole Talgo III RD (celle circulant en europe sp,fr,ch,i le RD voulant dire bogie à écartement variable)de la RENFE a été reproduite en N (1/160) par la firme IBERTREN.
- La rame espagnole Talgo III de la RENFE a été reproduite en N (1/160) par la firme ARNOLD (modèle non correspondant à la rame internationale RD du Catalan Talgo).
- La locomotive diesel 3000T de la RENFE a été reproduite en HO par la firme Electrotren.
- La locomotive diesel 3000T de la RENFE a été reproduite en N par la firme Arnold.
- La locomotive électrique BB 9300 de la SNCF a été reproduite en HO par la firme Roco.
- La locomotive électrique BB 7200 de la SNCF a été reproduite en HO par les firmes Jouef et Roco.
- La locomotive électrique BB 7200 de la SNCF a été reproduite en N par les firmes Fleischman et Minitrix.
- La locomotive diesel BB 67400 de la SNCF a été reproduite en HO par les firmes Jouef et Lima.
- La locomotive diesel CC 72000 de la SNCF a été reproduite en HO par les firmes Gérard TAB, Jouef, Lima et Roco.
- La locomotive diesel CC 72000 de la SNCF a été reproduite en N par la firme Minitrix.
- La locomotive électrique 7600 de la RENFE a été reproduite en HO par la firme Electrotren.
- La locomotive électrique 7600 de la RENFE a été reproduite en N par la firme Startrain.